# Геленув (гміна Вішнев)
Геленув (пол. Helenów) — село в Польщі, у гміні Вішнев Седлецького повіту Мазовецького воєводства.
Населення — 179 осіб (2011).
У 1975-1998 роках село належало до Седлецького воєводства.

## Демографія
Демографічна структура станом на 31 березня 2011 року:
|          | Загалом | Допрацездатний вік | Працездатний вік | Постпрацездатний вік |
| -------- | ------- | ------------------ | ---------------- | -------------------- |
| Чоловіки | 92      | 21                 | 60               | 11                   |
| Жінки    | 87      | 17                 | 50               | 20                   |
| Разом    | 179     | 38                 | 110              | 31                   |